# Venyera–4
A Venyera-program negyedik űrszondája, melyet az NPO Lavocskin fejlesztett ki és épített. 1967. június 12-én indították Bajkonurból.

## Küldetés
Fő célja a Vénusz felszínének elérése, a megközelítés és leereszkedés közbeni mérések, illetve adatszolgáltatás. A pályakorrekció végrehajtását követően 1967. október 18-án érkezett meg a Vénuszhoz.

## Jellemzői
A Venyera–3 továbbfejlesztett párja. Az űrszonda két fő részből, az orbitális egységből és a leszállóegységből állt. Az 1106 kilogrammos tömeg tartalmazta a 383 kilogrammos leszállóegységet, saját műszertartályával. A leszállóegység műszerei: rádió-adó, vezérmű, akkumulátor, hőszabályozó rendszer, radaros magasságmérő és tudományos műszerek. Az ejtőernyők +450 Celsius hőmérsékletnek is ellenálltak. A Vénusz éjszakai oldalán lépett be a légkörbe. Megerősített hővédőburka megakadályozta a túlmelegedést, így az első szonda lett, amelyik ereszkedés közben mérési adatokat szolgáltatott. A fékezőernyők 25 kilométer magasságban nyíltak ki, majd a rádió-összeköttetés rövid időre aktivizálódott. A kezdeti +40 Celsius az adás megszakadásáig +380 Celsiusra emelkedett. Az 1 atmoszférás légnyomás 15 atmoszférára növekedett.

## Külső hivatkozások
- A Venyera–4 űrszonda a gyártó NPO Lavocskin vállalat honlapján (oroszul)